# だいやもんど おきなわ
だいやもんど おきなわ（DIAMOND OKINAWA）は、琉球海運が運航していたRORO貨客船。後にクルーズ客船に改装され、ニューゆうとぴあとして就航した。

## 概要
琉球海運3隻目のRORO貨客船として尾道造船で建造され、1975年に那覇 - 鹿児島航路に就航した。
沖縄国際海洋博覧会の来場者輸送のため、1975年7月20日から9月1日には那覇新港から博覧会会場近辺の渡久地新港（現・本部新港）間で特別運航された。
1982年、関光汽船系列の西日本商船（のちに1984年6月に西日本汽船に改称）に売却され、ニューゆうとぴあとなり、チャーター客船に改装された。1990年に同系列の日本クルーズ客船の所有となった。
1997年にIHI相生工場で係船された後、2002年5月、済州島でホテルシップとして使用するため、韓国へ売却された。

## 設計
右舷船首および船尾の2箇所にランプウェイを装備していた。船首右舷のランプは、1985年の改装の際に撤去された。

## 船内

### 琉球海運時代
客室
- 特一等室（8名）
- 一等室（104名）
- 特二等室（228名）
- 二等室（693名）

設備
- レストラン
- ビュッフェ
- ショッピングコーナー
- 浴室
- ゲームルーム
- ダンスホール

### 日本クルーズ客船時代
5階「ボートデッキ」
- スポーツデッキ
- オープンステージ
- プール
- スカイラウンジ・バー「スターライトルーム」
- リスニングラウンジ「サウンドスポット」
- オーナーズルーム（2名×1室 浴室・大型リビング付きダブルベッド室）

4階「サロンデッキ」
- Sクラス客室（2名×4室 浴室・リビング付きダブルベッド室）
- Aクラス客室（2名×17室 シャワー付きダブルベッド室）
- Bクラス客室（2名×10室 ダブルベッド）
- Cクラス客室（2名×4室 2段ベッド）
- Dクラス客室（4名×3室 ソファー付き2段ベッド室）
- Fクラス客室（4名×8室 カーペット和室付き2段ベッド室）
- フォワードラウンジ・バー「ブラスルーム」
- バスルーム
- シャワールーム
- カードルーム
- レストラン「アルハンブラ」
- グリル「ラタンハウス」
- 売店

3階「メインデッキ」
- Aクラス客室（2名×39室）
- Dクラス客室（4名×2室）
- Hクラス客室（6名×16室 2段ベッド）
- オフィス
- ランドリー
- 喫煙室
- 図書室
- 医務室
- エントランスホール
- オーガナイザーサロン
- オーガナイザーオフィス
- 案内所・オーガナイザーインフォメーション

2階「クォーターデッキ」
- Gクラス客室（4名×40室 2段ベッド）
- 免税売店
- ホール映写室

1階「アッパーデッキ」
- Gクラス客室（4名×30室）
- シアター「ゆうとぴあホール」（2層吹き抜け）
- 体育室（2層吹き抜け）
- 上下船口

地下1階「エレクションデッキ」
- 第3教室[3]
- バスルーム

地下2階「ロウアーデッキ」
- 第1・第2教室[3]
- シャワー
- ランドリー

## 事故・インシデント

### 関門海峡での衝突
1988年9月27日、22時31分ごろ、韓国の仁川港から神戸港に向かっていた本船は、関門海峡を通航する際、先航船を追い越そうとしていたが、複数の反航船が接近したためこれを断念、左舵一杯をとり全速力後進をかけて、接近していた最後尾の反航船をかわしたが、彦島に向首して進行したため、約8ノットで山底ノ鼻灯台の北方約980メートルの地点の油槽所岸壁へ衝突、船首部を乗り揚げた。船首右舷が前方から約70度の角度で衝突、本船は船首部外板に軽微な凹傷を生じ、岸壁は、約9メートルにわたってくさび状に抉られ、周囲が幅約17メートル×奥行約15メートルの範囲で損壊した。事故発生当時、天候は晴で、風力2の北東の風が吹き、潮侯はほぼ高潮時で付近には約4ノットの西流があった。事故原因は、複雑な潮流があり可航幅の狭い関門航路を東航中、船舶が輻輳する状況で、先航船の追い越しを試みたため、他の通航船と安全に替わり行く余地を失い、岸壁に向首進行したため、とされた。